# Bajada del Águila
Acto cada año más popular que se celebra dentro de las Fiestas de Santa Tecla de Tarragona la noche del 21 al 22 de septiembre. 
Consiste en el recorrido nocturno por varias calles de la Part Alta de la ciudad de Tarragona de L'Aliga, de La Mulassa, el Lleó ( Besties del Seguici o Cortejo Popular ) y de Els Gegants Vells. El recorrido se inicia bajando las escaleras que se encuentran delante de la Catedral de Tarragona.
Durante todo el recorrido que suele durar entre  2 o 3 horas no para de sonar el pasodoble Amparito Roca.
- Datos: Q5716786